# Arbitrismo
El arbitrismo es el nombre genérico que se da a una corriente de pensamiento político y económico desarrollado en la Monarquía Hispánica, fundamentalmente en la Corona de Castilla, durante la segunda mitad del siglo XVI y el siglo XVII, relacionada intelectualmente con la llamada Escuela de Salamanca. Puede considerarse el arbitrismo como la primera literatura económica digna de tal nombre, simultánea y en buena parte precedente del mercantilismo de otras naciones europeas, como Francia e Inglaterra.

## Contexto histórico y valoración
Se denomina arbitrio en este contexto a cualquier medida que el rey puede adoptar en beneficio del reino, en ejercicio de su soberanía y por su propia voluntad, como corresponde al concepto de monarquía autoritaria de la época de los Habsburgo. En plural, arbitrios era un nombre que se daba a ciertos impuestos con que se arbitran fondos para gastos públicos; una figura fiscal que reporta beneficios a corto plazo y no requiere negociar con los contribuyentes.
Arbitrista es quien dirige un memorial al rey solicitándole que tome tal o cual arbitrio. La producción de literatura memorialística sufrió una inflación comparable a la que se estaba dando en la economía real durante la revolución de los precios del siglo XVI y se incrementó con la crisis del siglo XVII, en una coyuntura económica depresiva.
El término arbitrio y arbitrista (solución, solucionador) se terminaron considerando despectivos en la época y equivalentes a dictámenes disparatados e imposibles y a ciertos personajes llamados "locos razonadores" o "locos repúblicos y de gobierno" de la época. Se ha localizado el primer uso del concepto arbitrismo en ese contexto en El coloquio de los perros, una de las novelas ejemplares de Cervantes (1613), y se divulga en la década siguiente. Quevedo, en varios pasajes de sus obras, describe a bienintencionados arbitristas ("arcigogolantes") causando toda clase de catástrofes; uno de ellos está tan enfrascado en escribir sus teorías que no se da cuenta de que se ha sacado a sí mismo un ojo con la pluma.
Pero es evidente que entre ellos había muchos personajes lúcidos que supieron atisbar con agudeza los problemas y anticipar algunas soluciones factibles, si bien en la mayoría de ellos su visión se ve limitada por el hecho de reducir los problemas económicos a un solo factor, como es propio de la fase mercantilista de la historia del pensamiento económico. Las figuras más importantes de esta escuela de pensamiento, centrada sobre todo en torno a las ciudades de Salamanca, Valladolid y Toledo son, entre muchos otros, Luis Ortiz, Sancho Moncada, Tomás de Mercado y Pedro Fernández de Navarrete. La conciencia de la decadencia económica y la necesidad de políticas activas para remediarla está en la base de la política económica del Conde-duque de Olivares (reformas monetarias y fiscales, creación de múltiples Juntas), cuyo fracaso contribuyó al desprestigio de sus inspiradores teóricos.
En el siglo XVIII, tras la llegada de la influencia francesa del colbertismo de Jean Orry o Michel Amelot, la herencia del arbitrismo se trasladó al llamado Proyectismo ilustrado con mayor elevación intelectual, en el que pueden encuadrarse personalidades más cercanas a la fisiocracia de Quesnay (el Marqués de la Ensenada con su famoso Catastro) o el liberalismo de Adam Smith (Campomanes o Jovellanos), o personajes de menor nivel político, como Eugenio Larruga. Posteriormente, en el siglo XIX, es innegable la conexión intelectual con el Regeneracionismo.
El papel de los arbitristas de los siglos XVI y XVII fue minusvalorado por la misma historiografía económica española en sus primeros estudiosos, como es el caso de Manuel Colmeiro. Hubo que esperar a la llegada de los hispanistas para su reivindicación, especialmente por la obra de Earl J. Hamilton. Con posterioridad han sido estudiados por muchos otros, tanto extranjeros como españoles, como Pierre Vilar, José Antonio Maravall, Fabián Estapé, etc.

## Tomás de Mercado

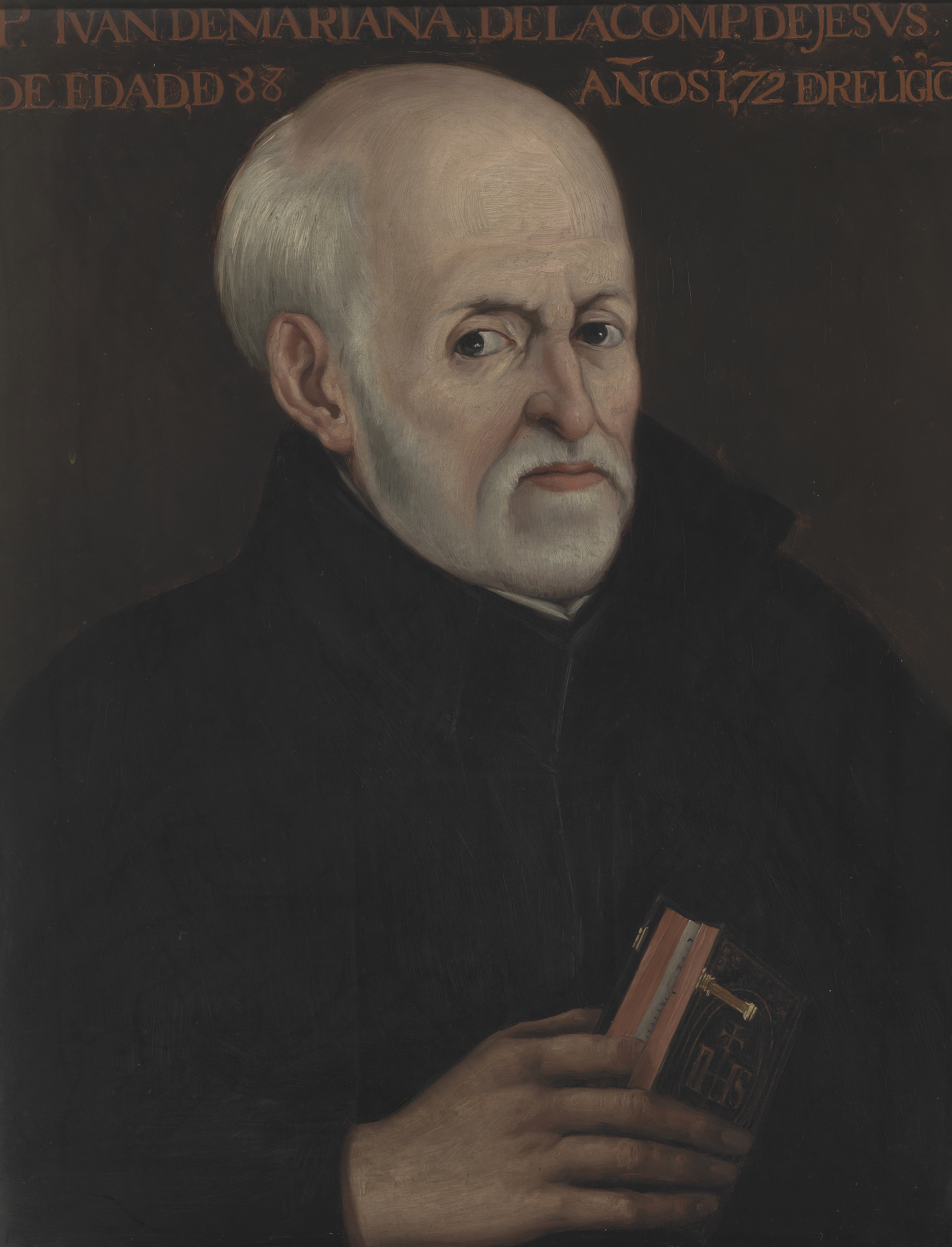
Juan de Mariana.

Tomás de Mercado, sevillano fallecido en 1575, continuó la escuela de Salamanca y marchó joven a México, por lo cual su visión de los problemas económicos tuvo también en cuenta el mundo americano; allí profesó en la Orden de Predicadores en 1553, doctorándose en teología y destacando como moralista. Reflexionó sobre la ética de las relaciones comerciales y al regresar a España enseñó en las universidades de Sevilla y Salamanca; en esta última se relacionó con Martín de Azpilcueta y en 1569 publicó su famosa Suma de tratos y contratos, que fue reeditada dos años más tarde y donde se describían los usos mercantiles de la época en Sevilla y Medina del Campo. En esta obra se reflexiona sobre el fundamento del interés alabando los usos éticos del mismo frente a la interpretación restrictiva de la Iglesia católica que lo tenía como usura, y plantea y profundiza en la teoría cuantitativa del dinero a partir de la tradición de la Escuela de Salamanca, en especial en lo tocante a la circulación internacional de divisas.
La óptica teológica sobre las actividades económicas sigue siendo una fuente de producción literaria importante, como es el caso de De monetae mutatione, una de las partes del Tractatus septem del Padre Mariana (publicado en Colonia en 1609), que fue denunciado por las alusiones a los ministros que modificaron el peso de la moneda (es el tiempo como valido del Duque de Lerma, famoso por su corrupción) y le causó un ingreso en la cárcel.

## Luis Ortiz
Luis Ortiz, activo durante la segunda mitad del siglo XVI y contador de Hacienda de Castilla durante el reinado de Felipe II, escribió un Memorial al Rey para que no salgan dineros de España, tras la bancarrota de los Austrias, primer texto de los mercantilistas españoles, en el que considera que el descenso de los precios radica en la conservación del oro en Castilla y, para tal fin, crea un plan con el que pretende el fomento de los recursos, que fue publicado en 1558 y no halló demasiada repercusión, pese a su iluminador análisis de la crisis económica del reino. Entre las principales medidas que proponía se hallaba la retirada de todo tipo de ocio, la introducción de trabajo y la elaboración de productos manufacturados en vez de exportar únicamente las materias primas, así como la supresión de las aduanas existentes entre los diversos reinos hispanos, la desamortización de los bienes de la iglesia y una reforma fiscal. Analizó los problemas monetarios de España y estudió soluciones para resolver las situaciones creadas en el país a causa de la tendencia a exportar materias primas e importar manufacturas pagadas con las reservas de oro americano. Intuyó el concepto de estructura económica y de forma consecuente propuso no una, sino un amplio abanico de iniciativas que hubiera podido sacar al reino del marasmo en que se encontraba, como aumentar la productividad, fomentar el crecimiento demográfico, extender los regadíos e iniciar una repoblación forestal. Es más, fue consciente del problema derivado de las remesas de oro y plata que llegaban de América y propuso restringir la expansión monetaria y desincentivar el consumo.

## Martín González de Cellorigo
Martín González de Cellorigo, nacido en Pancorbo (Burgos) en 1559 y fallecido hacia 1633, activo durante la primera mitad del siglo XVII, estudió en la universidad de Valladolid y fue abogado de la Real Chancillería de esta ciudad. Continuó las ideas de la escuela de Salamanca y dirigió dos memoriales al futuro Felipe III, señalando que la inflación provocada por la llegada de la plata americana era la principal causa de los males del reino, ya que el dinero en circulación debía limitarse a la cantidad de transacciones producidas. Era convicción suya que la riqueza sólo crece "por la natural y artificial industria" y, por tanto, las operaciones especulativas y los privilegios administrativos empobrecían de hecho al reino generando el abandono de los oficios y las actividades productivas. En 1600 y en Valladolid se publicó su principal obra, Memorial de la política necesaria y útil restauración de España y estados de ella, y desempeño universal de estos reinos. Fue partidario de la expulsión de los moriscos.

## Sancho de Moncada
Sancho de Moncada, también en el siglo XVII,  puede considerarse igualmente ligado a la escuela de Salamanca. En 1619 hizo unos Discursos que serían posteriormente reeditados en 1746 como Restauración política de España. Ahonda en la teoría cuantitativa del dinero y representa el más completo modelo español de Mercantilismo. Señaló las debilidades de la economía española y especialmente la penuria hacendística y la invasión de productos extranjeros, y denunció que el reino se había convertido en un deudor de las potencias enemigas. Su solución fue proponer un severo Proteccionismo de disciplina mercantilista supervisado por la Inquisición. Además había que promocionar la industria como propondrá más tarde Colbert en Francia. Su obra, a diferencia de la de otros arbitristas, gozó de gran prestigio e influencia y fue asumida por los grandes ilustrados del siglo XVIII, en que se reeditó..

## Pedro Fernández de Navarrete
El riojano Pedro Fernández de Navarrete, canónigo de Santiago, humanista traductor de Séneca y consejero real, se inspiró en Cellorigo y Moncada para escribir su Conservación de las monarquías, obra de sesgo mercantilista que preconizaba el control de las importaciones y el fomento de las exportaciones, si bien no cayó en la trampa del bullonismo, porque entendía que la sobreabundancia de dinero es perniciosa si no hay bienes que puedan ser adquiridos. Propuso el desarrollo de inversiones productivas y criticó el lujo y el desprecio a los oficios industriales y manuales por parte de la nobleza y la hidalguía de la España de su época.

## Luis Valle de la Cerda
Luis Valle de la Cerda escribió en 1600 Desempeño del patrímonto de Su Majestad y de los reinos, sin daño del Rey y vasallos, y con descanso y alivio de todos, por medio de los Erarios públicos y Montes de Piedad. Su obra fue muy valorada por las Cortes, que apoyaban esa iniciativa, y la reeditaron en 1618. Los Montes de Piedad eran una idea en cierto modo similar a los Pósitos que ya funcionaban, como entidades de crédito de fundación municipal y almacenes de grano que prestaban a los campesinos.
La fundación del primer Monte de Piedad fue realizada en Madrid por el Padre Piquer a comienzos del siglo XVIII, y a mediados del siglo XIX fue asociado con la Caja de Ahorros (fundada por el Marqués de Pontejos). Estas instituciones financieras ya corresponden a un mundo protocapitalista, en el que también funcionaban otras importantes instituciones, como los Cinco Gremios Mayores de Madrid o el Banco de San Carlos, precedente del Banco de España.

## Otros autores

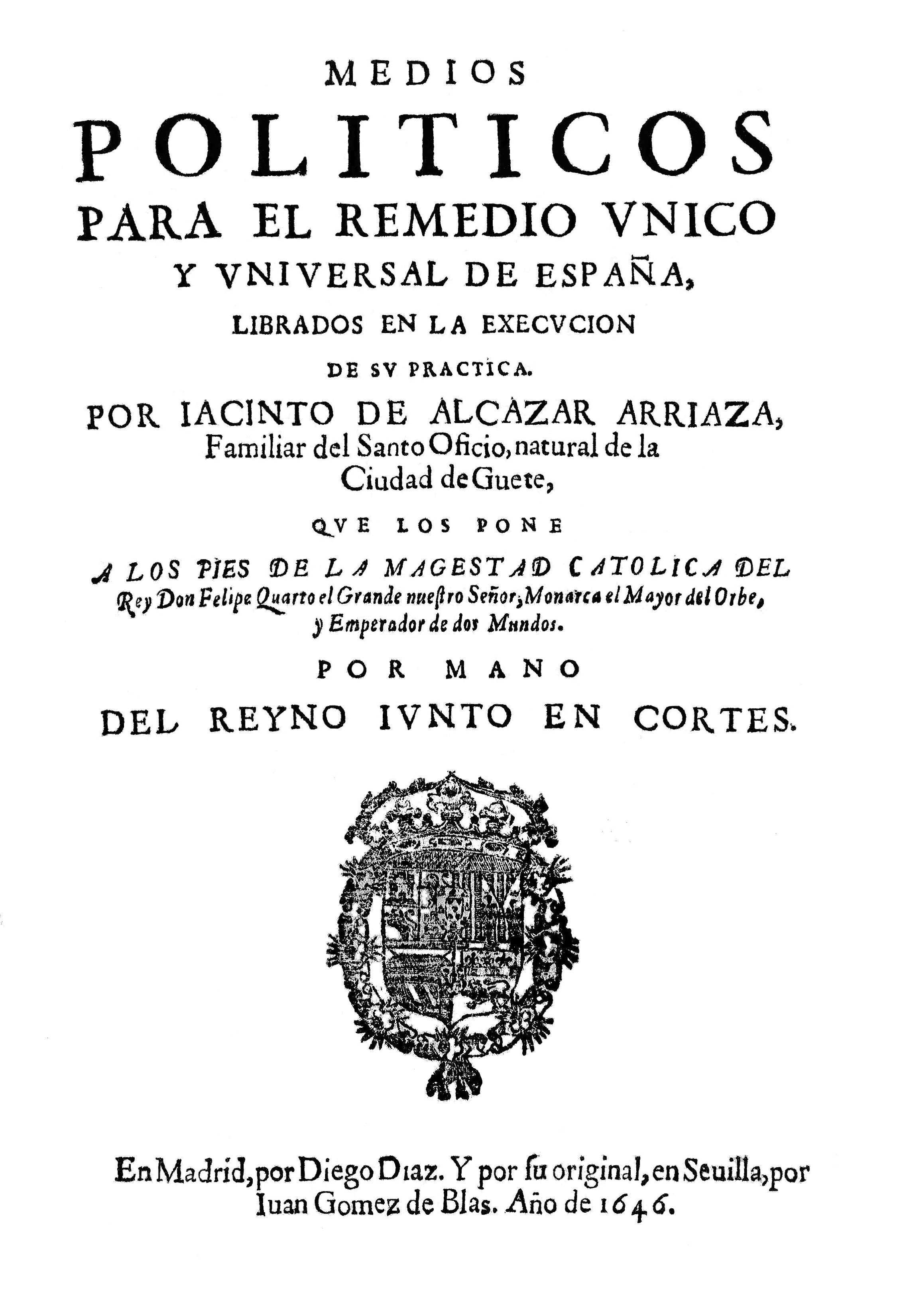
Jacinto de Alcázar Arriaza. Medios políticos para el remedio único, y uniuersal de España librados en la execucion de su práctica. 1646.

- Jacinto de Alcázar Arriaza economista español del siglo XVI, natural de Huete, que defendió la teoría de la contribución única en una obra titulada "Medios políticos para el remedio universal de España" (1646).
- Aunque Antonio Serra no es español, sino napolitano (y por tanto súbdito de la misma Monarquía Católica de los Habsburgo), conviene asociar al contexto histórico e intelectual del arbitrismo castellano su obra Breve trattato delle cause che possono far abbondare li regni d’oro e d’argento dove non sono miniere (1613), que escribió encarcelado (por una conjura en la que también intervino el filósofo Tommaso Campanella), atribuyendo la escasez de moneda en el Reino de Nápoles a un déficit en la balanza de pagos, término que define con un completo análisis, rechazando la idea de que la escasez monetaria se pudiera deber al tipo de cambio, y proponiendo como solución incentivos a las exportaciones. También parece que formuló un concepto similar a la ley de rendimientos decrecientes para la agricultura.
- Cristóbal Pérez de Herrera, militar, médico y filántropo, es autor del memorial En razón de muchas cosas tocantes al bien, propiedad, riqueza, futilidad de estos reinos y restauración de ellos, donde propone el fomento de la laboriosidad y el ahorro para conseguir la recuperación de agricultura, ganadería y población, que denuncia decayentes.
- Mateo López Bravo, magistrado y alcalde de casa y corte, en su Del rey y de la razón de gobernar, 1616, ampliado en 1627, condena la ociosidad y los mayorazgos y propone una política que incluya la represión de la mendicidad, así como el fomento del trabajo y de una alta natalidad para luchar contra la despoblación.
- Pedro de Valencia, que escribió Discurso de la tasa de pan (donde propone una reforma agraria que consiga igualar las desigualdades sociales, llegando a extremos tales que llama a los ricos explotadores "antropófagos" y "homicidas") y Discurso contra la ociosidad (en que aboga, entre otras cosas, por el trabajo femenino, y divide la sociedad en tres estamentos ligeramente distintos a los medievales: gobernantes civiles y eclesiásticos, soldados y pueblo llano -labradores y artesanos-), y fue contrario a la expulsión de los moriscos.
- Antonio López de Vega (Heráclito y Demócrito de nuestro siglo), considera que es la guerra la causa de la decadencia.
- Francisco Martínez de Mata (Memoriales y Discursos, 1650-1660), motrileño, cierra cronológicamente la serie de arbitristas de la Corona castellana.
- En la Cataluña posterior a la revuelta de los catalanes de 1640, el arbitrismo está representado por Narcís Feliu de la Penya (Político discurso... a S. M. suplicando mande y procure impedir el sobrado trato y uso de algunas ropas extranjeras que acaban el comercio y pierden las artes en Cataluña, 1681, y Fénix de Cataluña, 1683), explícitamente proteccionista, partidario de la sustitución de importaciones y de la fundación de una compañía privilegiada de comercio con América con base en Cataluña.[12]
- En Aragón destaca la figura señera de Gerónimo Ardid.
- Más alejado del mundo intelectual de los arbitristas está José Penso de la Vega, judío de origen español (sefardí) que en Ámsterdam reflexionó sobre la naciente Bolsa (Confusión de confusiones: diálogos curiosos entre un philosopho agudo, un mercader discreto, y un accionista erudito, descriviendo el negocio de las acciones, su origen, su ethimología, su realidad, su juego, y su enredo, 1688).
- Saliéndose cronológicamente del periodo y adentrándose en el siglo XVIII, Jerónimo de Uztáriz, que puede considerarse un postmercantilista, desarrolla los temas colbertistas de obtención de identificación de la riqueza nacional con la balanza comercial excedentaria.